# 鹿島市立七浦小学校

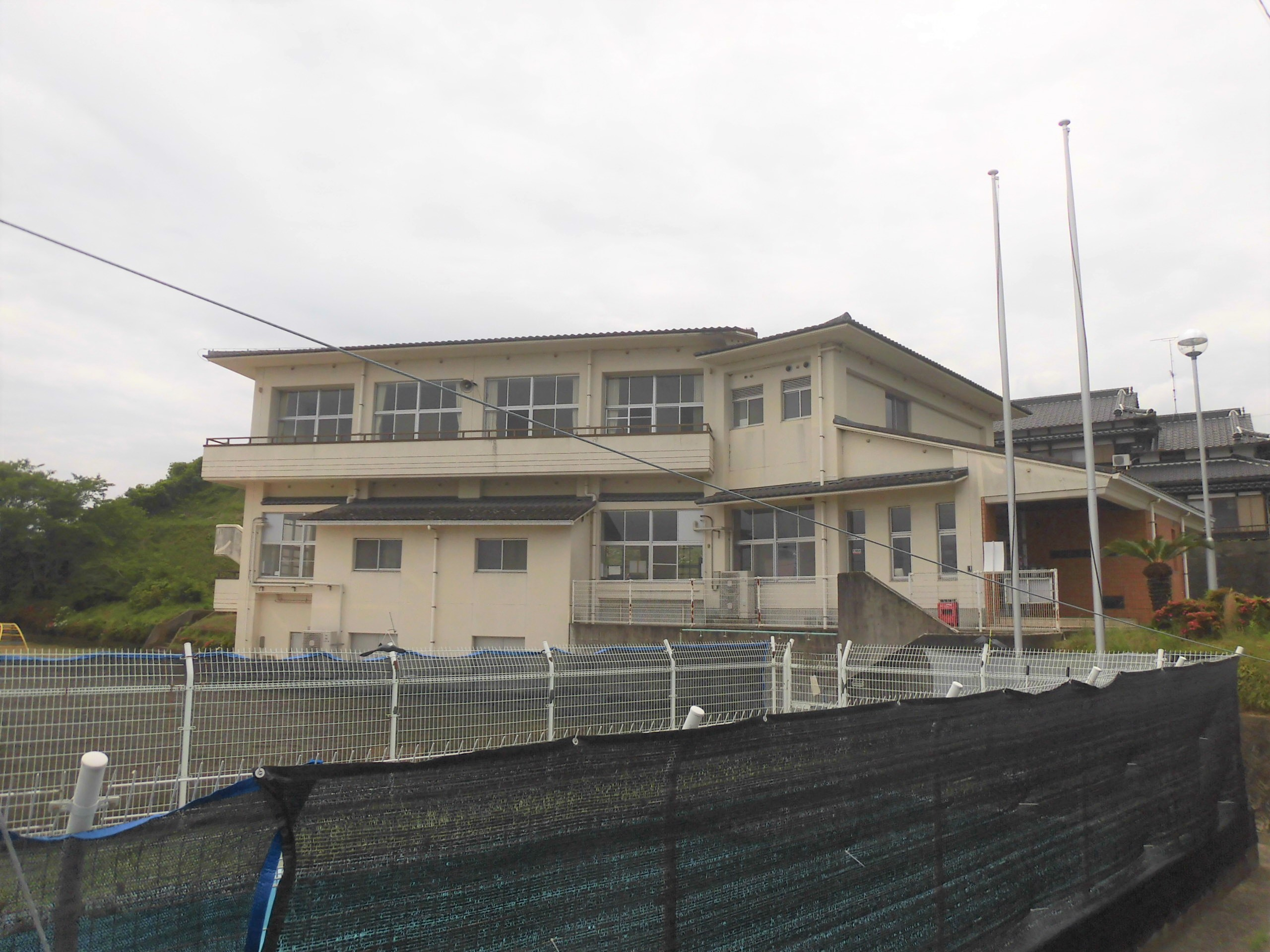
音成分校

鹿島市立七浦小学校（かしましりつ ななうらしょうがっこう）は佐賀県鹿島市音成戊にある市立小学校。

## 概要
歴史
1874年（明治7年）に創立。数回の改組・改称を経て、現校名になったのは1955年（昭和30年）。2024年（令和6年）に創立150年を迎える。
校章
花弁を背景にして、その中に山と海を配し、中央に校名である「七浦」の文字（縦書き）を置いている。
校歌
1935年（昭和10年）制定。作詞は川上清吉、作曲は陶山聰による。歌詞は3番まであり、歌詞中に校名は登場しない。
分校
音成分校（読みは「おとなり」）
- 所在地 - 〒849-1323 佐賀県鹿島市音成乙4352番地（北緯33度04分59秒 東経130度08分12秒 / 北緯33.08306度 東経130.13667度）
- 1・2年生のみが通学する分校

通学区域
住所表記で「鹿島市」の後に「江福、飯田、龍宿浦、嘉瀬浦、音成、大宮田尾、小宮道、東塩屋、西塩屋、母ケ浦、西葉」が続く地域また、そのうちの「東塩屋、西塩屋、母ケ浦、西葉」地域の1・2年生は音成分校に通学する。
中学校区は鹿島市立東部中学校。

## 沿革
前史（飯田）
- 1874年（明治7年）4月 - 飯田村の玉泉寺に「伊福小学校」を、円徳寺に「飯田小学校」を創立。
- 1886年（明治19年）9月 - 伊福、飯田の2校を統合し、「尋常遂良小学校」（後に「飯田尋常小学校」）と改称。

前史（音成）
- 1874年（明治7年）4月 - 音成村に「音成小学校」を創立。
  - 福泉寺を東校舎、母ヶ浦宝聚寺を西校舎とする。
- 1876年（明治19年）11月 - 「尋常昭文小学校」（後に「昭文尋常小学校」）と改称。
- 1896年（明治29年）12月 - 奥山分教場を設置。
- 1901年（明治34年）1月 -「音成尋常小学校」と改称。
- 1902年（明治35年）9月 - 奥山分教場が分離の上、奥山尋常小学校として独立。

正史
- 1904年（明治37年）4月 - 遂良（飯田）、音成の尋常小学校2校を統合の上、「七浦尋常高等小学校」とする。
  - 旧2校の校舎は新校舎完成までの間、使用を存続することとなる。
- 1908年（明治41年）4月 - 奥山尋常小学校を統合の上、奥山分教場とする。現在地に新校舎が完成し、移転を完了。
  - 小学校令の改正により、義務教育年限（尋常科の修業年限）が4年から6年に延長されることとなる。
    - 従来の高等科1年を尋常科5年に、高等科2年を尋常科6年に改める。（尋常科の修業年限が4年から6年に）
    - 従来の高等科3年を高等科1年に、高等科4年を高等科1年に改める。（高等科の修業年限が4年から2年に）
- 1912年（大正元年）8月 - 落雷により、中央校舎1棟が全焼。
- 1917年（大正6年）10月 - 運動場が完成。
- 1920年（大正9年）4月 - 奥山分教場に尋常5・6年生を収容。
- 1927年（昭和2年）12月 - 第3棟新校舎が完成。
- 1930年（昭和5年）8月  - 暴風雨により講堂が倒壊。
- 1931年（昭和6年）11月  - 講堂を再建。
- 1935年（昭和10年）12月20日 - 校歌を制定。
- 1941年（昭和16年）4月1日 - 国民学校令により、「七浦村国民学校」に改称。尋常科を初等科に改める。
- 1947年（昭和22年）4月1日 - 学制改革（六・三制の実施）が行われる。
  - 七浦村国民学校の初等科が「七浦村立七浦小学校」に改組される。
  - 七浦村国民学校の高等科は、青年学校普通科とともに、新制中学校「七浦村立七浦中学校[2]」に改組される。
- 1948年（昭和23年）10月 - 奥山分教場を2教室増設。
- 1950年（昭和25年）10月 - 音成分教場の増改築が完了。
- 1955年（昭和30年）3月 - 前年発足した鹿島市への編入により、「鹿島市立七浦小学校」（現校名）に改称。
  - 伊福地区が太良町に編入されたことにより、伊福分教場を太良町立多良小学校に移管[3]。
- 1958年（昭和33年）
  - 4月1日 - 奥山分教場を鹿島市立古枝小学校に移管。
  - 5月 - 開校記念日を6月1日とすることに決定。
- 1965年（昭和40年）3月 - 鹿島市立東部中学校七浦校舎移転に伴う記念事業として、感謝の碑を設置し、周辺に植樹を実施。
- 1968年（昭和43年）8月 - プールが完成。
- 1971年（昭和46年）5月 - 旧校舎第4棟（6教室）を解体。
- 1974年（昭和49年）6月 - 創立100周年記念式典を挙行。
- 1977年（昭和52年）11月 - 屋外トイレが完成。
- 1978年（昭和53年）8月 - 校舎解体作業を開始。
- 1980年（昭和55年）2月 - 新校舎・新体育館で授業を開始。
- 1983年（昭和58年）3月 - 陶器焼窯小屋が完成。
- 1986年（昭和61年）1月 - 教具室を改造の上、普通教室を新設。
- 1988年（昭和63年）
  - 7月 - 土俵が完成。
  - 9月 - 固定遊具施設が完成。
- 1990年（平成2年）4月 - 音成分校の新校舎が完成。
- 1992年（平成4年）1月 - 音成分校の教材園が完成。
- 1995年（平成7年）
  - 3月 - 西門を設置。
  - 8月 - 分校プール（防火水槽）が完成。
- 1996年（平成8年）6月 - 中庭給食テーブル（「七」の文字）が完成。
- 1997年（平成9年）3月 - 展望広場（第1期工事）が完成。
- 1998年（平成10年）6月 -  展望広場（第2期工事）が完成。
- 2000年（平成12年）5月 - プール全面改装を完了。
- 2001年（平成13年）6月 - 第1回がたっ子七リンピックを開催。
- 2005年（平成17年）8月 - 校舎の大規模改修工事が完了。
- 2014年（平成26年）2月 - 体育館耐震補強および大規模改造工事が完了。
- 2015年（平成27年）
  - 3月 - 七浦小キャラクター「ウラッチ」が誕生。
  - 7月 - 普通学級と特別支援学級に電子黒板が設置される。
- 2019年（令和元年）6月 - 普通教室にエアコン設置完了

## 交通
最寄りの鉄道駅
- JR九州 長崎本線「肥前七浦駅」

最寄りのバス停留所
- 祐徳バス
  - 本校 - 「七浦小学校入口」バス停
  - 音成分校 - 「琵琶岬橋」バス停

最寄りの幹線道路
- 国道207号

## 周辺
- 本校 - 鹿島市多良岳土地改良区、嘉瀬の浦公民館、佐賀県有明海漁業協同組合鹿島市支所
- 音成分校 - 母ヶ浦運動広場